# Krzywonoga
Krzywonoga (do 1945 niem. Krummfuß) – wieś w Polsce położona w województwie warmińsko-mazurskim, w powiecie szczycieńskim, w gminie Pasym.
Według podziału administracyjnego Polski obowiązującego w latach 1975–1998 miejscowość należała do województwa olsztyńskiego.
W okolicach wsi rozgrywa się akcja powieści Pietrek z Puszczy Piskiej autorstwa Igora Sikiryckiego.